# DomainKeys
DomainKeys es un sistema de autenticación de correo electrónico destinado a verificar el dominio DNS de un emisor de correo electrónico y la integridad del mensaje. La especificación DomainKeys ha adoptado aspectos de identificación de correo Internet (Identified Internet Mail) para crear un protocolo mejorado llamado DomainKeys Identified Mail (DKIM). Esta especificación mezclada es la base para un el grupo de trabajo IETF el cual guio la especificación hasta convertirse en estándar IETF.